# Potentilla cryptotaeniae
Potentilla cryptotaeniae är en rosväxtart som beskrevs av Carl Maximowicz. Potentilla cryptotaeniae ingår i Fingerörtssläktet som ingår i familjen rosväxter.

## Underarter
Arten delas in i följande underarter:
- P. c. cryptotaeniae
- P. c. radicans
- P. c. genuina
- P. c. insularis
- P. c. radicans
- P. c. obovata
- P. c. obovata